# Mezquita Huaisheng
La Mezquita Huaisheng, también conocida como la Mezquita Faro, es la mezquita más importante de Cantón, China. Fue reconstruida varias veces a lo largo de su historia. Tradicionalmente se cree que se construyó hace más de 1300 años, lo que la haría una de las mezquitas más antiguas del mundo. Fue nombrada en honor al profeta Mahoma. 
La característica más inusual (en el contexto chino) de la mezquita es su "torre de llamada" (minarete). Esta torre circular tiene 36 metros de altura y un extremo puntiagudo. El minarete pudo haber funcionado como un faro para los barcos, lo que explicaría su nombre (Guangta, literalmente "torre de luz"). Guangta también se puede traducir como "torre lisa", refiriéndose a la superficie sin adornos del minarete. Debido a la torre, la propia mezquita recibió su nombre alternativo (Guangta Si, literalmente "Mezquita de la Torre Lisa" o "Mezquita Faro"). Algunos minaretes "minimalistas" semejantes se pueden ver fuera de China, por ejemplo, en la Mezquita de Khan en Kasimov, Rusia.
Su otro nombre, Mezquita Huaisheng (Huaisheng Si), significa "apreciando al sagrado" o "apreciando al sabio", refiriéndose probablemente a Mahoma. Este nombre ha sido romanizado de varias formas, como Mezquita Hwai Sun Su, Mezquita Huai-Sheng, Mezquita Huai-Shang, y Mezquita Huai-Shang Si. La mezquita también es conocida como la Gran Mezquita de Cantón, y Mezquita Ying Tong.

## Historia

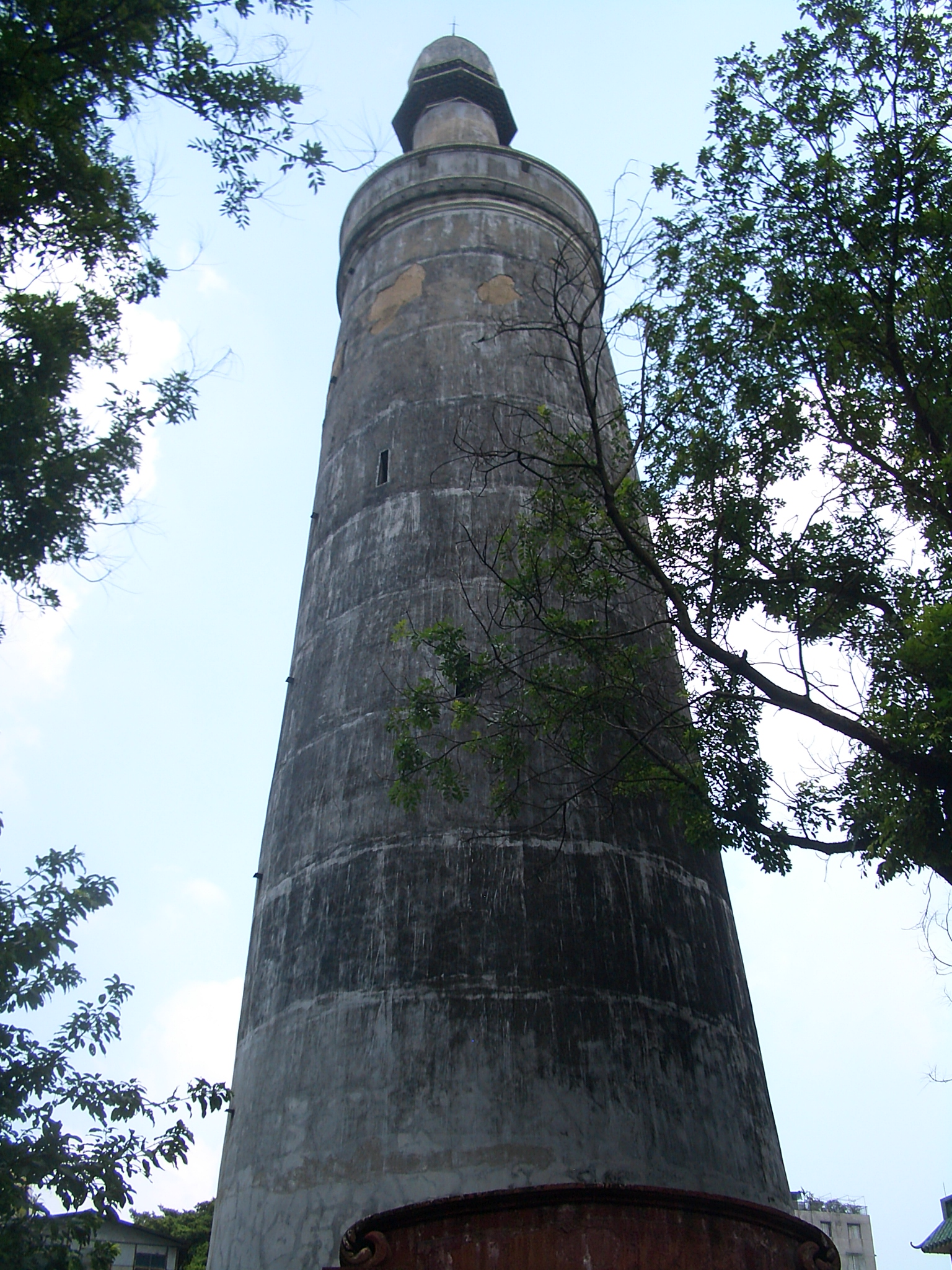
El minarete de la mezquita Huaisheng

Los antiguos manuscritos musulmanes chinos declaran que la mezquita fue construida por Sa`d ibn Abi Waqqas, tío de Mahoma, en su primera misión musulmana a China en la década de 650. Aunque los estudiosos laicos modernos no encuentran ninguna evidencia histórica de que Sa`d ibn Abi Waqqas visitara realmente China, están de acuerdo en que los primeros musulmanes debieron haber llegado a China durante el siglo VII, y que en los centros del comercio como Cantón, Quanzhou, y Yangzhou habrían construido probablemente sus primeras mezquitas durante la Dinastía Tang, a pesar de que no se han encontrado fuentes fiables que certifiquen su existencia real.
Es seguro que la mezquita existía durante la Dinastía Tang, o a comienzos de la Dinastía Song. La mezquita fue reconstruida en 1350, y otra vez en 1695, después de que fuera destruida en un incendio. El minarete o faro de la mezquita fue construido en una época anterior.